# Liste der Bergwerksparks in der Volksrepublik China
Dies ist eine Liste der Staatlichen chinesischen Bergwerksparks (chinesisch 中国国家地质公园, Pinyin Zhongguo Guojia Huangshan Gongyuan, englisch National Mineparks of China), das heißt der achtundzwanzig Bergwerkparks, die seit 2005 auf der Liste des chinesischen Ministeriums für natürliche Ressourcen stehen. Sie ist nach den administrativen Gebieten der Volksrepublik China untergliedert.

## Peking
- Huangsongyu 平谷黄松峪国家矿山公园 Huangsongyu National Minepark, Pinggu

## Hebei
- Kailuan-Kohlenbergwerk 开滦国家矿山公园 Kailuan Coal Mine National Park, Tangshan
- Huabei-Ölfeld 任丘华北油田国家矿山公园 Huabei Oil Field National Minepark, Renqiu
- Xishimen-Eisenbergwerk 武安西石门铁矿国家矿山公园 Xishimen Iron Mine National Minepark, Wu’an

## Shanxi
- Jinhuagong-Bergwerk 大同晋华宫矿国家矿山公园 Jinhuagong Mine National Minepark, Datong

## Innere Mongolei
- Chifeng Bairin, Pyrophyllit 赤峰巴林石国家矿山公园 Chifeng Bairin Stone National Minepark (Pyrophyllite)
- Jalai Nur 满洲里市扎赉诺尔国家矿山公园 Jalai Nur National Mine Park, Manjur web web

## Liaoning
- Kohlentagebau der Haizhou-Kohlengrube in Fuxin 阜新海州露天矿国家矿山公园 Haizhou Open-Pit Mine National Minepark, Fuxin web

## Jilin
- Banshi 板石国家矿山公园 Banshi National Minepark

## Heilongjiang
- Hegang 鹤岗市国家矿山公园 Hegang City National Minepark
- Hengshan 鸡西恒山国家矿山公园 Hengshan National Minepark, Jixi
- Wulaga 嘉荫乌拉嘎国家矿山公园 Wulaga National Minepark, Jiayin

## Jiangsu
- Xiangshan 盱眙象山国家矿山公园 Xiangshan National Minepark, Xuyi

## Zhejiang
- Suichang, Gold 遂昌金矿国家矿山公园 Suichang Gold Mine National Minepark

## Anhui
- Huaibei 淮北国家矿山公园 Huaibei National Minepark

## Fujian
- Shoushan 寿山国家矿山公园 Shoushan National Minepark
- Zijinshan 上杭紫金山国家矿山公园 Zijinshan National Minepark, Shanghang

## Jiangxi
- Gaoling 景德镇高岭国家矿山公园 Gaoling National Minepark, Jingdezhen

## Shandong
- Yimeng, Diamanten 沂蒙钻石国家矿山公园 Yimeng Diamond National Minepark

## Henan
- Nanyang, Dushan, Jade 南阳独山玉国家矿山公园 Nanyang Dushan Jade National Minepark

## Hubei
- Huangshi 黄石国家矿山公园 Huangshi National Minepark

## Guangdong
- Fenghuangshan 深圳凤凰山国家矿山公园 Fenghuangshan National Minepark, Shenzhen
- Furongshan 韶关芙蓉山国家矿山公园 Furongshan National Minepark, Shaoguan
- Pengxi 深圳鹏茜国家矿山公园 Pengxi National Minepark, Shenzhen

## Guizhou
- Wanshan, Quecksilber 万山汞矿国家矿山公园 Wanshan Mercury Mine National Minepark

## Sichuan
- Danba, Muskovit 丹巴白云母国家矿山公园 Danba Muscovite National Minepark

## Gansu
- Huoyanshan 白银火焰山国家矿山公园 Huoyanshan National Minepark, Baiyin

## Qinghai
- Qarham-Salzsee 格尔木察尔汗盐湖国家矿山公园 Qarham Salt Lake National Minepark, Golmud